# Liceul Teoretic „Mihai Eminescu” din Cluj-Napoca
Liceul Mihai Eminescu din Cluj-Napoca (Bulev. 21 decembrie 1989 nr.94-96) a fost înființat în 1896, drept școală civilă maghiară de fete, cu 406 eleve, datorită normelor vremii care nu permiteau școlile mixte. După 1918, școala a fost preluată de statul român, devenind în 1923 școală secundară de gradul I și II cu 4 clase. În prezent, liceul "Mihai Eminescu" cu profil bilingv franceză este unul dintre cele mai prestigioase existente în Cluj-Napoca. 

## Istoric
Instituția funcționa pe strada Mihail Kogâlniceanu, pe locația actualului Colegiu Emil Racoviță. A rămas în această locație până în 1926 când a fost mutată în locul liceului de fete Regina Maria. În 1929, școala devine liceu de fete cu 7 clase și totodată se mută la adresa de azi din Bulevardul 21 Decembrie, cumpărând localul din fondurile comitetului de părinți și un împrumut bancar de la Albina. În decembrie 1929 Ministerul Învatamântului a plătit pentru această locație 2 milioane lei. 
De-a lungul timpului liceul și-a schimbat de mai multe ori denumirea, numindu-se  "Principesa Ileana" între 1929 și 1940 în urma vizitelor Alteței Sale din 1 iunie 1929 și 8 decembrie 1930. 

## Dascăli
Liceul Mihai Eminescu și-a dobândit renumele datorită calității învățătorilor și profesorilor care au lucrat aici. Dintre ei trebuie amintiți:
- Karsai Iuliu (1918-1919 )
- Bozac Ileana (1919-1921 )
- Bădărcău Natalia (1921-1926 )
- Pop Rozalia (1926-1927 )
- Zugravu Florica (1927-1939 )
- Pop Florica (1939-1940 )
- Cuparencu Livia (1945-1949 )
- Nichtburg Elisabeta (1949-1954 )
- Culcer Ersilia (1954-1958 )
- Nușfeleanu Ioan (1958-1963 )
- Dărăbanțu Alexandru (1963-1968 )
- Moțoc Teodorina (1963-1965 )
- Arion Sanda (1966-1968 )
- Arion Sanda (1968-1976 )
- Lutz Iosif (1969-1973 )
- Cârligelu Olimpia (1974-1977)
- Bucurescu Olga (1977-1978)
- Mureșan Valeria (1978-1983)
- Hancu Alexandru (1983-1989)
- Pap Monica (1989-1990)
- Gheorghe Costache (1990-1994)
- Dragomir Mariana (1990-1994)
- Câmpean Emil (1990-1994)
- Simon Horațiu (director 1994-2004)
- Câmpean Teodor (1994-1996)
- Moraru Maria (1994-1996)
- Mosuțiu Gabriela (1996-1997)
- Pop Iulia (director adj. 1997-2004)
- Dragomir Mariana (director 2004-2009)